# Pardosa anfibia
Pardosa anfibia är en spindelart som beskrevs av Zapfe-Mann 1979. Pardosa anfibia ingår i släktet Pardosa och familjen vargspindlar. Inga underarter finns listade i Catalogue of Life.